# Hackstriegel

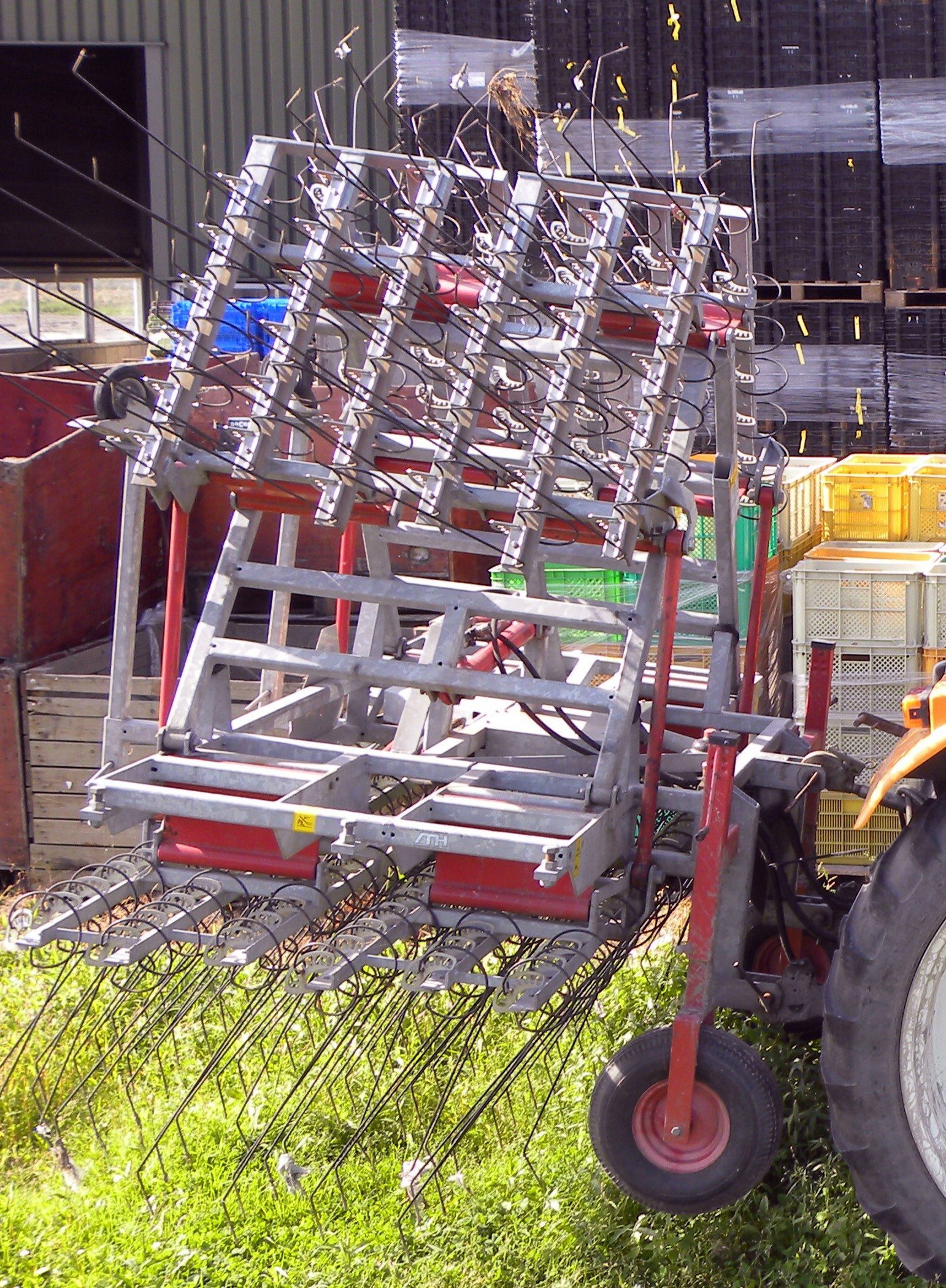
Hackstriegel in Transportposition an einem Traktor

Der Hackstriegel ist ein der Egge ähnelndes, aber leichter gebautes landwirtschaftliches Arbeitsgerät, welches zur mechanischen Unkrautbekämpfung eingesetzt wird.
Ein Traktor zieht den Hackstriegel über den Acker. Die nach unten zeigenden Metallhaken reißen dabei die kleinen Unkrautpflanzen in der oberen Bodenschicht aus und verschütten sie. Die stärkeren Kulturpflanzen (z. B. Rüben, Weizen usw.) bleiben stehen. Auf diese Weise werden chemische Unkrautvernichtungsmittel vermieden, weshalb er vor allem in der ökologischen Landwirtschaft eingesetzt wird.
Wenn kein Eingriff in den Oberboden erfolgt, spricht man von Abschleppen.